# Meschulam Nahari

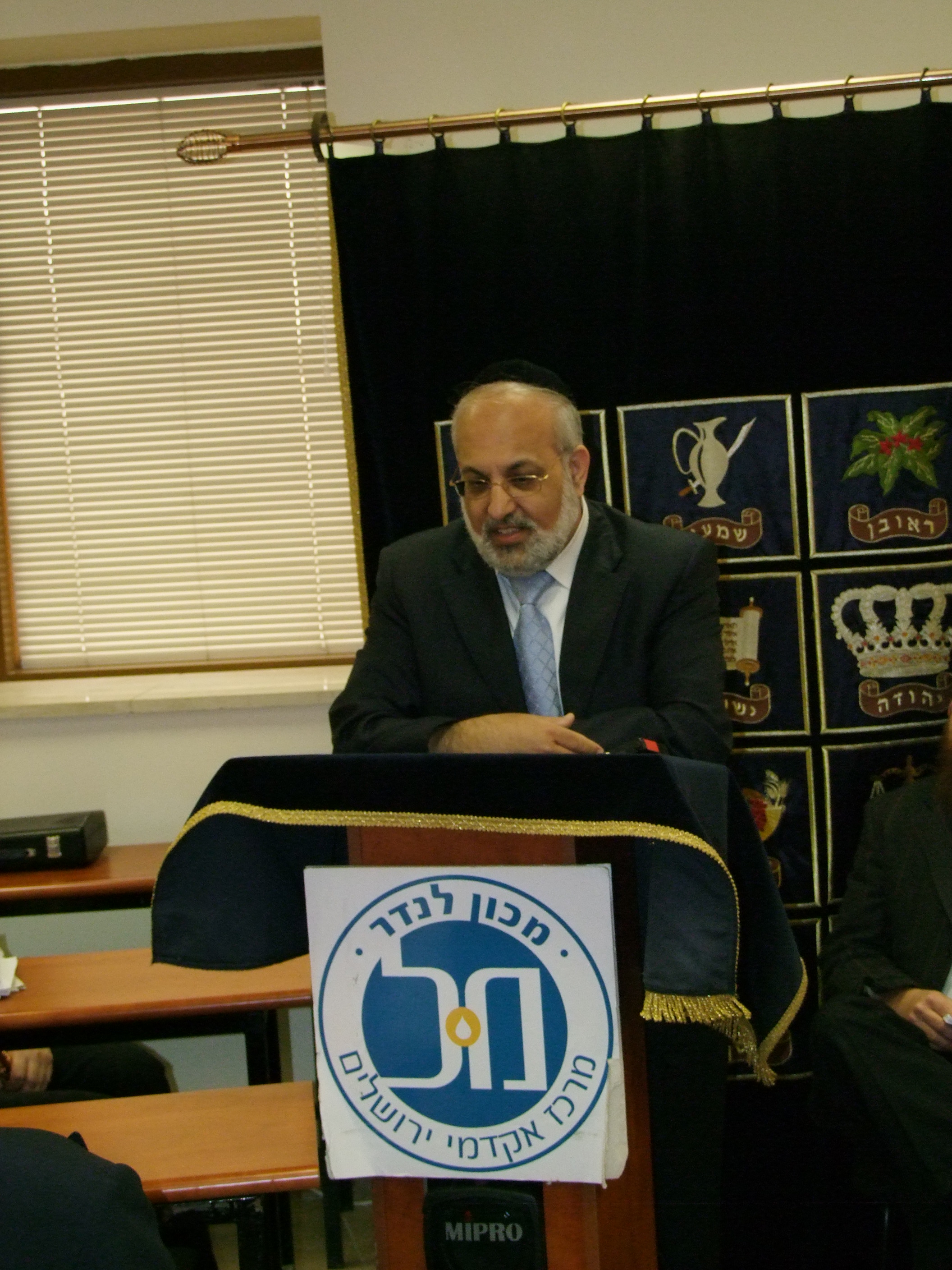
Meschulam Nahari, 2010

Meschulam Nahari (hebräisch מְשֻׁלַּם נָהַרי, * 7. Mai 1951 in Jerusalem, Israel) ist ein israelischer Politiker, Minister und Knessetabgeordneter der ultra-orthodoxen Schas-Partei.

## Leben
Nahari studierte an einer Jeschiwa. Nach seinem Wehrdienst erhielt er seine Semicha als Rabbiner und erwarb einen BA am Michlelet Lifschitz (hebräisch מִכְלֶלֶת ליפשיץ - המִכְלָלָה האָקָדֶמִית הדָּתִית לחִנּוּךְ) einem religiösen Lehrerseminar in Jerusalem, Israel, das nach seinem Gründer Eliezer Meir Lifschitz (hebräisch אליעזר מאיר ליפשיץ) benannt wurde. Nach seiner Graduierung wurde er Schulleiter und diente auch als Berater des Vize-Bildungsministers und war ein Mitglied des Bildungsministerium-Direktorates. Anschließend wurde er Abteilungsdirektor für die Kultur der Charedim im Ministerium. 
Nach den Wahlen 1999 wurde er erstmals Knessetabgeordneter und diente als stellvertretender Bildungsminister vom 5. August 1999 bis zum 28. Februar 2003 unter Ehud Barak und Ariel Sharon. Er wurde in den Wahlen 2003 und 2006 bestätigt und wurde daraufhin zum Minister ohne Geschäftsbereich ernannt, der im Finanzministerium für Bildung und Wohlfahrt zuständig war. Nach seiner Ernennung schlug er einen Gesetzesentwurf vor, wonach Kommunalbehörden staatlich nicht anerkannte ultra-orthodoxe Schulen finanziell unterstützen sollten. Dieser Gesetzesentwurf fand trotz des Widerstands des damaligen Generalstaatsanwalts Menachem Masus und der Bildungsministerin Juli Tamir eine Mehrheit. Bei den Wahlen 2009 stand er auf dem fünften Platz der Wahlliste der Schas und wurde wieder gewählt. Bei den Knessetwahlen 2013, 2015 und 2019 zog er erneut als Abgeordneter in die Knesset ein. Im Kabinett Kabinett Netanjahu IV ist Nahari stellvertretender Minister für Inneres sowie für die Entwicklung des Negev und Galiläas.